# John Holmes (senator)
John Holmes, född 14 mars 1773 i Kingston, Massachusetts, död 7 juli 1843 i Portland, Maine, var en amerikansk politiker. Han representerade delstaten Massachusetts i USA:s representanthus 1817-1820 och delstaten Maine i USA:s senat 1820-1827 samt 1829-1833.
Holmes utexaminerades 1796 från Rhode Island College (numera Brown University). Han studerade sedan juridik och inledde 1799 sin karriär som advokat i Alfred.
Holmes efterträdde 1817 Cyrus King som kongressledamot. Maine blev 1820 USA:s 23:e delstat och till de två första senatorerna valdes demokrat-republikanerna Holmes och John Chandler. Holmes var ordförande i senatens finansutskott 1821-1822. Han efterträddes 1827 i senaten av Albion K. Parris. Efterträdaren Parris avgick redan 1828 för att tillträda en domarbefattning och Holmes tillträdde 1829 på nytt som senator för Maine. Han var en anhängare av John Quincy Adams. Han efterträddes 1833 av Ether Shepley.